# لنکستر (کنتاکی)
لنکستر (به انگلیسی: Lancaster) شهری در ایالت کنتاکی کشور ایالات متحده آمریکا است که جمعیت آن در سرشماری سال ۲۰۱۰ میلادی، ۳٬۴۴۲ نفر بوده‌است.